# ليا (فنان)
ليا (باليابانية: Lia ) (و. 1981  م) هي مغنية يابانية.
.

## التعليم
تعلمت في كلية باركلي للموسيقى.

## روابط خارجية
- ليا على موقع ميوزك برينز (الإنجليزية)
- ليا على موقع ديسكوغز (الإنجليزية)